# Rathaus Sangerhausen

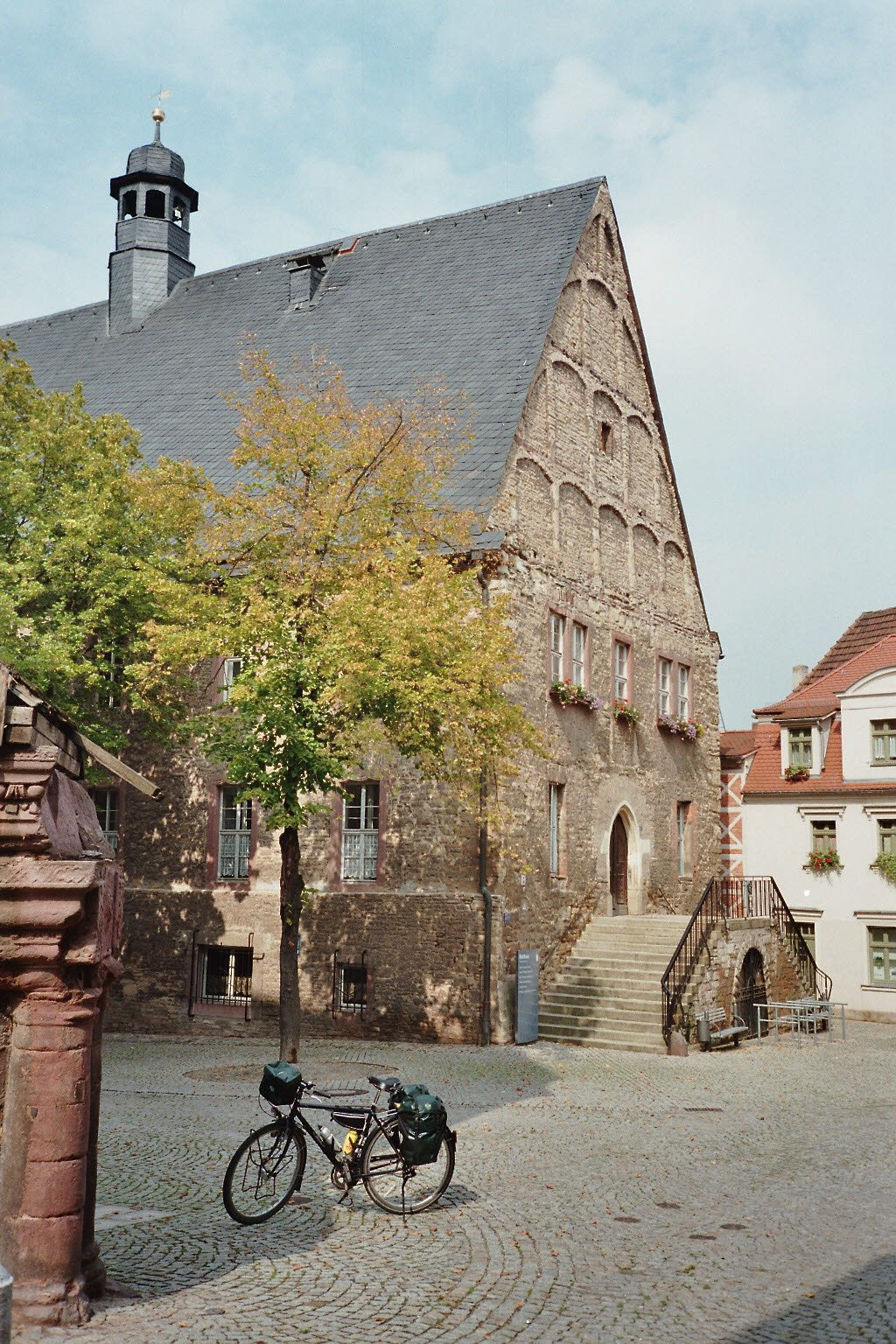
Rathaus Sangerhausen

Das Rathaus von Sangerhausen ist ein Baudenkmal im Landkreis Mansfeld-Südharz in Sachsen-Anhalt.
Sangerhausen wird im Jahr 1194 als oppidum bezeichnet und für das Jahr 1263 lässt sich eine Stadtmauer belegen. Wann das erste Rathaus entstand, ist nicht bekannt. Das aktuelle Gebäude weist zwei wesentliche Bauphasen auf. Es wurde in den Jahren 1431 bis 1437 erbaut und in der zweiten Hälfte des 16. Jahrhunderts um einen östlichen Erweiterungsbau ergänzt. Dadurch entstand ein Rechteckbau aus Rogenstein mit tiefen Kelleranlagen, zwei Hauptgeschossen, die über eine Freitreppe erreicht werden können und mehreren Dachgeschossen. Der barocke Dachreiter mit seiner achteckigen Laterne ist Indiz für einen späteren Umbau. Der Ostgiebel weist flache Segmentbogenblenden auf.
Das Rathaus steht zwischen Markt und Kornmarkt nördlich des Schlosses an der Ostseite des Marktes. An der Fassade befindet sich ein Kopf, der Roland genannt wird. Es wäre denkbar, dass es sich um den Rest einer Roland-Statue handelt. Das Rathaus steht unter Denkmalschutz und ist im Denkmalverzeichnis mit der Nummer 094 30459 eingetragen. Im Gebäude befinden sich auch der Ratskeller und seit dem Jahr 1874 das Standesamt, westlich vor ihm steht der Marktbrunnen.